# Cynanchum granatense
Cynanchum granatense là một loài thực vật có hoa trong họ La bố ma. Loài này được (Baill.) Morillo mô tả khoa học đầu tiên năm 1992.